# آقا نصرالله معاون‌التجار
آقانصرالله معاون التجار از سیاستمداران ایرانی بود، که در دوره نخست بعنوان نماینده کرمان در مجلس شورای ملی حضور داشت.